# Méronymie
Ne doit pas être confondu avec Hyponymie.
Cet article possède un paronyme, voir Métonymie.
La méronymie, du grec μέρος / méros (« partie ») et ὄνυμα / ónuma (« nom »), est une relation sémantique entre mots, lorsqu'un terme désigne une partie d'un second terme. Par exemple, bras est un méronyme de corps, de même que toit est un méronyme de maison. 
La relation de méronymie s'inscrit dans le cadre plus global de la relation partie-tout (avec sa relation inverse, l'holonymie).

## Description
De façon plus théorique, la méronymie est une relation partitive hiérarchisée : une relation de partie à tout. Le mot M1 est un méronyme du mot M2 si son signifié est une partie du signifié de M2. La relation inverse est l'holonymie : dans le cas précédent M2 est alors l'holonyme de M1. Cette définition formelle permet de décrire en tant que méronymie les relations suivantes (les classifications varient en fonction des auteurs,,,):
- Composant / assemblage: roue pour voiture, dossier pour chaise ;
- Morceau / tout : sommet pour colline, bout pour corde ;
- Portion / tout : part pour gâteau, tranche pour pain ;
- Substance / tout : céramique pour assiette, bois pour table ;
- Élément / collection : loup pour meute, arbre pour forêt ;
- Sous-collection / collection : violonistes pour orchestre, Benelux pour Union Européenne ;
- Sous-événement / événement  : payer pour acheter, accélérer pour conduire ;
- Lieu / zone : oasis pour désert, Paris pour France.

La relation de méronymie ne doit pas être confondue avec celle d'hyponymie : un chat fait partie de l'ensemble des mammifères, cependant un chat est une sorte d'animal (à comparer : un bras n'est pas une sorte de corps, un toit n'est pas une sorte de maison).
Contrairement à l'hyponymie, la méronymie n'est pas systématiquement transitive. Ainsi, le fait que le terme "trou" soit méronyme de "bouton" et que le terme "bouton" soit méronyme de "chemise" ne signifie pas que "trou" est un méronyme de "chemise".

## Relation partie-tout
En terminologie et sémantique, la relation de méronymie appartient à la famille de la relation partie-tout. Cette relation est de nature hiérarchique et exprime les rapports entre une paire de termes, dont l'un représente une partie et l'autre représente le tout (auquel cette partie est liée).
Dans la langue (non vernaculaire) pratiquée, on distingue la partie, le méronyme, et le tout, l'holonyme.
La relation partie-tout exprime une corrélation. Ce rapport d’appartenance est paraphrasable dans le langage courant par le verbe « avoir ». Par exemples, le guidon est une partie de la bicyclette et la bicyclette a un guidon, ou encore la tête est une partie de l'homme et l'homme a une tête.
Les propriétés du tout (holonyme) ne sont pas obligatoirement transmises à ses parties (méronyme). Par exemple, les méronymes de bicyclette comme guidon, roues n’ont pas en commun les propriétés de la « catégorie » bicyclette.